# Mojo–Hawassa Expressway
De Mojo–Hawassa Expressway is een autosnelweg in Ethiopië. Het eerste deel van de snelweg werd geopend in 2021 en verbindt voorlopig Mojo via Meki met Batu over een afstand van 92 kilometer. De weg telt twee keer twee rijstroken.